# 마스턴 모스
해럴드 캘빈 마스턴 모스(영어: Harold Calvin Marston Morse, 1892년 3월 24일 ~ 1977년 6월 22일)는 미국의 수학자이다. 미분위상수학의 한 분야인 모스 이론을 창시하였다.

## 생애
미국 워터빌에서 1892년 3월 24일 아버지 하워드 캘빈 모스(영어: Howard Calvin Morse)와 어머니 엘라 피비 마스턴(영어: Ella Phoebe Marston)에게 태어났다. 워터빌에 있는 대학교인 콜비 대학교에서 1914년 학사 학위를 받고, 하버드 대학교에서 석사 학위(1915)와 박사 학위(1917)를 수여받았다.
하버드 대학교, 브라운 대학교, 코넬 대학교에서 강의하다가 프린스턴 고등연구소에서 교수직을 얻어, 여기서 은퇴할 때까지 있었다. 1977년 6월 22일 프린스턴에서 사망하였다.
모스는 일생의 대부분을 자신이 창시한 모스 이론에 바쳤다. 오늘날 모스 이론과 이로부터 파생된 플뢰어 호몰로지는 미분위상수학뿐만 아니라 이론물리학, 특히 끈 이론에 중요한 역할을 한다.

## 참고 문헌
- Raoul Bott (1980). “Marston Morse and his mathematical works”. 《Bull. Amer. Math. Soc. (N.S.)》 3 (3): 907–950. MR 585177.